# 海宁文庙

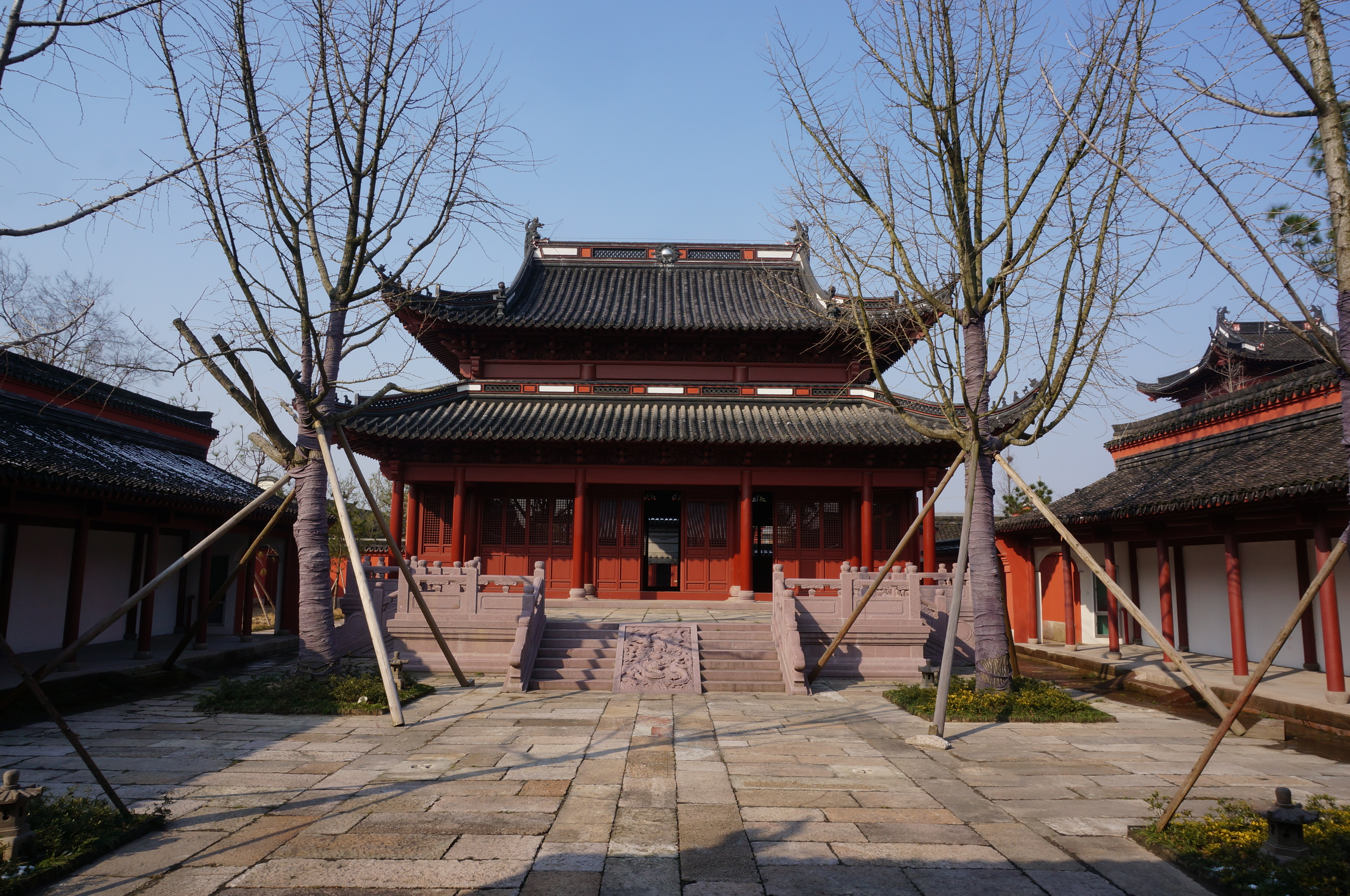
近年重建的大成殿，2016年2月。

海宁文庙位于中国浙江省嘉兴海宁市盐官镇（原海宁县、海宁州城）原镇海门内西学街东侧，始建年代不详，原在县治西，后迁县之东南隅今址，最早可考为南宋绍兴五年（1135）重建。
文庙布局原左学右庙，二者共用泮池，泮池西有起凤坊与节孝祠、东有腾蛟坊与魁星阁，西路孔庙部分依次为万仞宫墙、泮池、棂星门（东西分别有德配天地坊和道冠古今坊）、太和元气坊、戟门三间（西有忠义祠、孝子祠各三间）、大成殿五间（前有东西庑各十二间）和崇圣祠三间，东路儒学部分依次为泮宫坊、泮池、聚奎坊、儒学门三间、仪门三间、明伦堂三间、敬一亭三间和尊经阁三间三层，明伦堂东北侧、西北侧分别为教谕宅、训导宅，另在文庙东南侧有名宦祠、乡贤祠各三间（图）。原地面建筑皆已不存，仅存泮池。近年按原格局重建，现为盐官古镇衙前书香景区的一部分。